# افسانه گرگ
افسانه گرگ (به انگلیسی: Legend of the Wolf) یک فیلم سینمایی هنگ کنگی در ژانر اکشن و رزمی محصول سال ۱۹۹۷ به کارگردانی و تهیه کنندگی و بازیگری دانی ین است.
این فیلم همچنین اولین حضور دانی ین را به عنوان کارگردان فیلم مشخص کرد.

## خلاصه داستان
فونگ هین «دانی ین» مانند یک جنگجوی افسانه ای زندگی می‌کند و به اهالی دهکده اش نیز کمک می‌کند و نزد دوستان بسیار عزیز است تا اینکه …

## بازیگران
- دانی ین به عنوان فونگ مان-هین
- کارمن لی به عنوان یی
- دایو وانگ به عنوان وای
- ادموند لئونگ به عنوان قاتل جوان
- بن لام به عنوان رئیس باند
- Mak Wai-cheung به عنوان مبارز به سبک میمون
- لای سوک یین
- تونی تام
- تانیگاکی کنجی
- مندی چان
- سام هو
- چیو وینگ هو
- توله چانه
- لی تات چیو
- رنه دای